# Sestav treh kvadratnih antiprizem
Sestav treh kvadratnih antiprizem je v geometriji s simetrična razporeditev treh kvadratnih antiprizem, ki so zazporejene vzdolž treh osi s štiri-kratno simetrijo kocke.
Sklic v preglednici na desni se nanaša na seznam sestavov uniformnih poliedrov.

## Vir
- Skilling, John (1976), »Uniform Compounds of Uniform Polyhedra«, Mathematical Proceedings of the Cambridge Philosophical Society, 79 (03): 447–457, doi:10.1017/S0305004100052440, MR 0397554.